# Nattduksbord

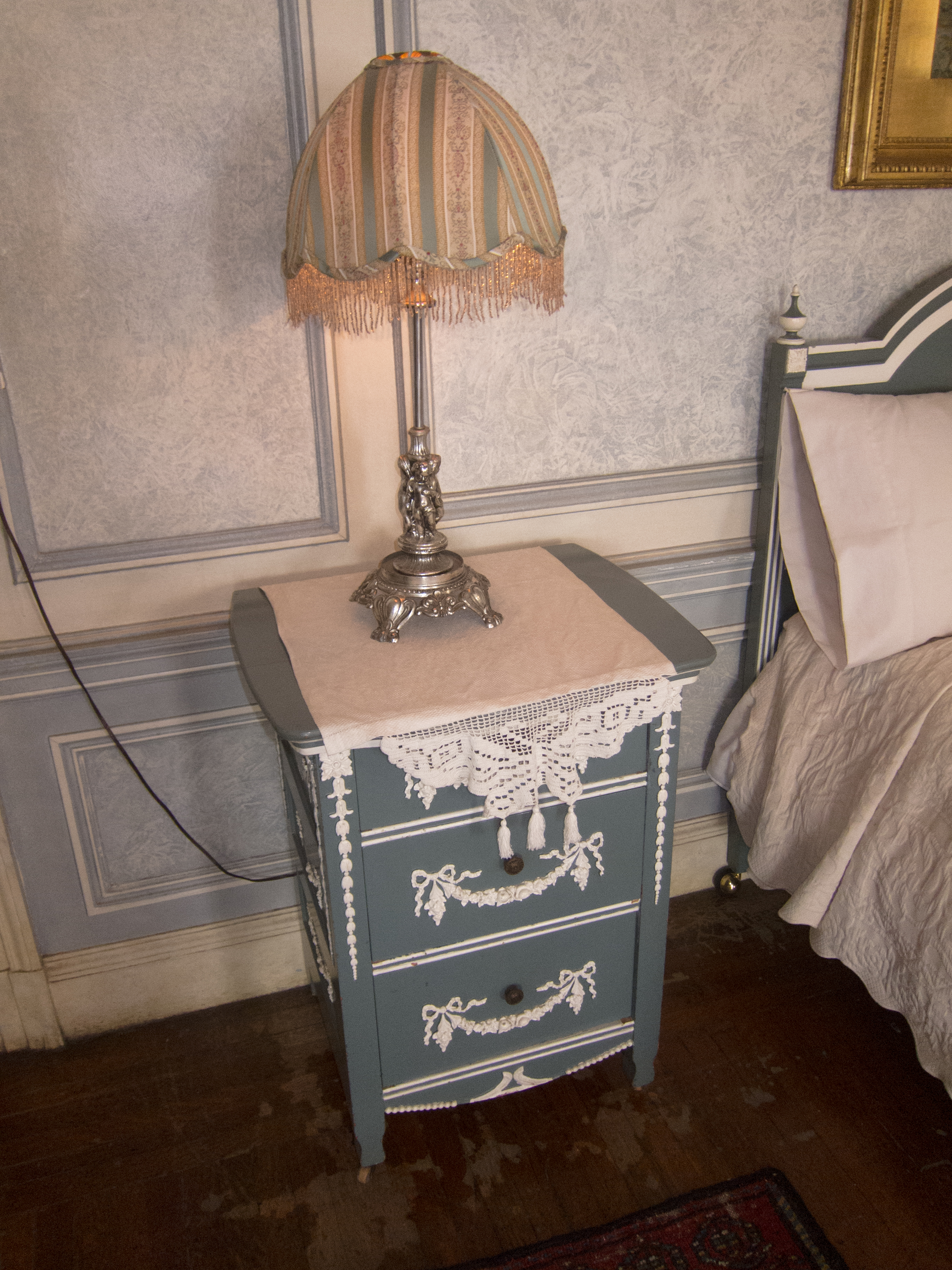
Exempel på nattduksbord.

Nattduksbord, även nattygsbord eller sängbord, är en låg möbel vid sidan om sängen. Den är avsedd för sådant som man vill använda innan man somnar och då man vaknar, som väckarklocka, böcker, löständer, diverse tidskrifter eller glasögon.
Nattduksbordet finns som tillbehör i samma träslag och design som sängen eller som en helt fristående möbel med samma funktion. Det kan ha en eller flera utdragslådor eller också bara bestå av ett enkelt hyllplan.